# 구글 버즈
구글 버즈(Google Buzz)는 구글 웨이브(Google Wave)를 대체하고 웹 기반 이메일 프로그램인 Gmail에 통합된 구글에서 개발한 소셜 네트워킹, 마이크로블로깅 및 메시징 도구였다. 사용자는 "대화"로 구성되고 사용자의 받은 편지함에 표시되는 링크, 사진, 비디오, 상태 메시지 및 댓글을 공유할 수 있다.
2011년 10월 14일 구글은 서비스를 중단하고 기존 콘텐츠를 읽기 전용 모드로 사용할 수 있다고 발표했다. 버즈는 2011년 12월 15일에 중단되었고 구글+(나중에 2019년 4월 2일에 중단됨)로 대체되었다.
버즈는 사용자가 게시물을 게시할 때마다 전 세계에 공개적으로 공유할지 또는 친구 그룹에 비공개로 공유할지 선택할 수 있도록 했다. 피카사, 플리커, 구글 래티튜드, 구글 리더, 구글 사이드위키, 유튜브, 블로거, 프렌드피드, identi.ca 및 트위터가 연동되었다. 업계 분석가들은 버즈의 생성을 페이스북과 같은 소셜 네트워킹 웹사이트 및 트위터와 같은 마이크로블로깅 서비스와 경쟁하려는 구글의 시도로 간주했다. 버즈에는 게시물에 "좋아요"를 표시하는 기능과 같은 다른 구글 제품(예: 구글 리더)의 여러 사용자 인터페이스 요소도 포함되어 있다.
구글의 공동 창업자인 세르게이 브린은 버즈가 소셜 커뮤니케이션을 제공함으로써 일과 여가 사이의 간극을 줄이는 데 도움이 될 것이라고 말했지만, 이 서비스가 도입되었을 때 사용자의 프라이버시에 대한 관심이 부족하다는 점에서 강한 비판을 받았다.

## 같이 보기
- 구글에 대한 비판